# Šipovača
Šipovača (en cyrillique : Шиповача) est un village de Bosnie-Herzégovine. Il est situé dans la municipalité de Ljubuški, dans le canton de l'Herzégovine de l'Ouest et dans la fédération de Bosnie-et-Herzégovine. Selon les premiers résultats du recensement bosnien de 2013, il compte 661 habitants.

## Démographie

### Évolution historique de la population
| 1948 | 1953 | 1961 | 1971 | 1981 | 1991 | 2013 |
| ---- | ---- | ---- | ---- | ---- | ---- | ---- |
| 692  | 666  | 740  | 759  | 691  | 623  | 661  |

|  |

### Communauté locale
En 1991, la communauté locale de Šipovača comptait 704 habitants, répartis de la manière suivante :